# فرح شما
فرح شمّا، شاعرة فلسطينية الأصل من صفد ولدت في دولة الإمارات العربية المتحدة في عام 1994. تتقن فرح شمّا التحدث بستة لغات منها العربية، والإنجليزية، والفرنسية. وهي أحد أصغر أعضاء "Poeticians" وهي مجموعة من الشعراء من الشرق الأوسط وهي أيضا عضو أساسي في فرقة «شلّة الفرح» التي تمزج الموسيقى مع شعر الكلمة المنطوقة.

## سيرتها الذاتية
فرح شمٌا هي شاعرة فلسطينية الأصل من مدينة صفد ولدت في إمارة الشارقة في دولة الإمارات العربية المتحدة في عام 1994. وفي عمر الثامنة عشر، انتقلت فرح إلى البرازيل وعاشت فيها لمدة أربعة أشهر ومن هناك تعلمت اللغة البرتغالية. درست فرح في جامعة السوربون أبوظبي وتخصصت في القانون والعلوم السياسية. وأثناء دراستها في الجامعة تعلمت اللغة الفرنسية أولا وبعدها اللغتين الألمانية والإسبانية. وفي عامها الآخير في الجامعة، انتقلت إلى فرنسا وعاشت لفترة هناك. بدأت شمّا مسيرتها الشعرية وهي في سن الرابعة عشر حيث بدأت بكتابة بعض القصائد الشعرية وإلقائها على خشبة المسرح بلغات مختلفة. وقد شاركت شمّا منذ عام 2008 في العديد من الأمسيات والمهرجانات الشعرية منها «معرض سكة الفني» الذي نظمته هيئة دبي للثقافة والفنون وندوة «رشفة من الشعر» الذي أقيم في أبوظبي عام 2012. كما أنها شاركت في مهرجان طيران الإمارات للآداب في دورته الثانية عشر والتي نظمت جلسة تحت عنوان «ماذا يُقدم الشعر للهوية» حيث جمع عدد من الشعراء المتألقين منهم فرح شمّا، والشاعر الأمريكي-الكولومبي كارلوس آندريس غوميز والشاعرة الإماراتية عفراء عتيق. وهي من أصغر أعضاء "Poeticians" وهي عبارة عن مجموعة من شعراء متألقين من الشرق الأوسط وتديرها هند شوفاني. وأكملت شمّا دراستها لنيل شهادة الماجستير في فنون الأداء في جامعة جولد سميث في لندن. كتبت قصائد عديد منها قصيدة «الجنسية» و«من اليمين إلى الشمال» و«أنا لست فلسطينية» وقد تطرقت فرح في قصائدها إلى مواضيع عديدة مثل هويتها الفلسطينية وصراعاتها مع الجنسية. ولشما أيضًا «مدونة صوتية» تحت اسم «مقصودة» مع الشاعرة اللبنانية زينة هاشم بيك وهو عبارة عن نقاشات ومحادثات تختص بالشعر العربي.

## قصائدها الشعرية
- المعذرة
- الجنسية
- من اليمين إلى الشمال
- ولكننا ننام... لأن الجاذبية تثقلنا
- من رح أتجوز يمّا
- الشيشة
- دعاء
- بارانويا
- فيروز
- مانيفستو صغير
- من شو خايفة يا إمّي؟
- فرح
- بي اتش (العنوان الأصلي: pH)
- قطط ميتة وأكياس بلاستيكية (العنوان الأصلي: Dead Cats and Plastic Bags)
- أنا لست فلسطينية (العنوان الأصلي: I am No Palestentian)
- صناديق (العنوان الأصلي: Caixas)
- الحائط (العنوان الأصلي: The Wall)
- الأثير (العنوان الأصلي: Ether)
- قصيدة سريعة (العنوان الأصلي: Fast Poem)
- نحن نضيع (العنوان الأصلي: On Gaspille)
- كيف أؤمن؟ (العنوان الأصلي: How Must I Belive?)
- عن الرقابة (العنوان الأصلي: On Censorship)

## المشاركات
- شاركت في معرض «سكة الفني» الذي نظمته هيئة دبي للثقافة والفنون.
- شاركت في ندوة الشعر «رشفة من الشعر» والتي أقيمت في أبوظبي عام 2012.
- شاركت في جلست «ماذا يقدم الشعر للهوية» الذي نظمته مؤسسة الإمارات للآداب في مهرجان طيران الإمارات للآداب في دورته الثانية عشر، 2020.
- شاركت في الدورة الأربعين لمعرض الشارقة الدولي للكتاب وقدّمت ورشتين إبداعيتين، الأولى بعنوان «مساحة حرة» والثانية تحت عنوان «أداء مقتطفات من كتاب النبي لجبران خليل جبران»[12]